# Volvo RM8
Volvo RM8 je švédský turbodmychadlový letecký motor s nízkým obtokovým poměrem vyvinutý pro víceúčelový letoun Saab 37 Viggen. Jde o verzi amerického civilního typu Pratt & Whitney JT8D-1, vybraného v roce 1962 k pohonu Viggenu vzhledem k absenci vhodného a dostupného motoru pro vojenské letadlo této kategorie, vyráběnou společností Svenska Flygmotor (později Volvo Aero).:s.326 Švédská licenční varianta byla podstatně překonstruována pro použití při nadzvukových rychlostech a doplněna o nově zkonstruovaný systém přídavného spalování.

## Varianty

### RM8A
RM8A je verze určená pro původní víceúčelové provedení AJ 37 Viggen a jeho varianty. Jelikož originální motor JT8D byl určený pro použití při podzvukových rychlostech, většina jeho součástí musela být překonstruována pro použití ve vojenském letounu operujícím při vyšších Machových číslech letu. Došlo k překonstruování dmychadel, turbíny, konstrukci nové spalovací komory a zcela nového systému řízení spotřeby paliva jak pro vlastní motor tak pro přídavné spalování.:s.32

### RM8B
RM8B je varianta pro pozdější záchytnou stíhací verzi JA 37 Viggen. Plánovaná letová obálka vyžadovala vyšší tah a zvýšení odolnosti kompresoru proti pumpáži. To si vyžádalo přidání nového dmychadlového stupně (tzv. nulový stupeň) a následné prodloužení celého motoru, a vedlo k celkovému překonstruování dmychadel, nízkotlakého kompresoru a spalovacích komor.:s.32, 35

## Použití
RM8A
- AJ/SF/SH/Sk 37 Viggen

RM8B
- JA 37 Viggen

## Specifikace (RM8B)

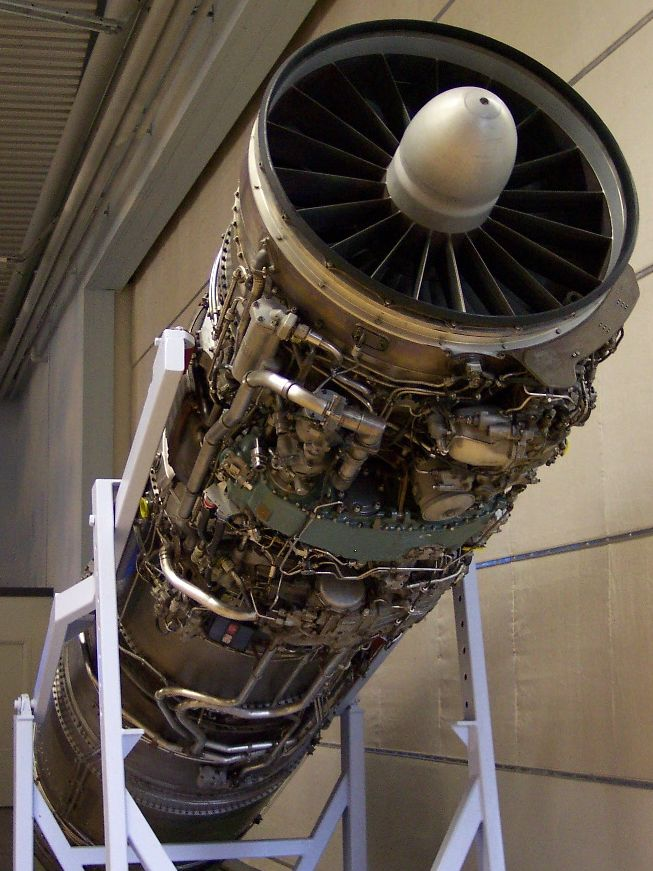
RM8 ve Flygvapenmuseum v Linköpingu

Zdroj:

### Technické údaje
- Typ: dvouproudový motor s přídavným spalováním
- Délka: 6,23 m
- Průměr: 1,03 m
- Suchá hmotnost: 2350 kg

### Součásti
- Kompresor: axiální, třístupňové dmychadlo, třístupňový nízkotlaký a sedmistupňový vysokotlaký kompresor
- Spalovací komory: devět komor trubko-prstencového uspořádání, čtyři plamence na komoru
- Turbína: jednostupňová vysokotlaká a třístupňová nízkotlaká

### Výkony
- Maximální tah:
  - 72,2 kN (maximální suchý tah)
  - 125 kN (s přídavným spalováním)
- Maximální stupeň stlačení: 16,5:1
- Obtokový poměr: 0,97:1
- Vstupní teplota turbíny: 1120 °C (RM8A)
- Měrná spotřeba paliva:
  - při bojovém tahu: 65 kg/(kN·h)
  - s přídavným spalováním:  257 kg/(kN·h)
- Poměr tah/hmotnost: 5,4:1